# Myron Lehmann
Myron Lehmann fue un deportista estadounidense que compitió en vela en la clase Star. Ganó cuatro medallas en el Campeonato Mundial de Star entre los años 1934 y 1941.

## Palmarés internacional
| Campeonato Mundial | Campeonato Mundial             | Campeonato Mundial | Campeonato Mundial |
| Año                | Lugar                          | Medalla            | Clase              |
| ------------------ | ------------------------------ | ------------------ | ------------------ |
| 1934               | San Francisco (Estados Unidos) | Medalla de oro     | Star               |
| 1935               | Newport Beach (Estados Unidos) | Medalla de oro     | Star               |
| 1936               | Rochester (Estados Unidos)     | Medalla de plata   | Star               |
| 1941               | Los Ángeles (Estados Unidos)   | Medalla de bronce  | Star               |